# Фогельзанг-Варзін
Фогельзанг-Варзін (нім. Vogelsang-Warsin) — громада в Німеччині, розташована в землі Мекленбург-Передня Померанія. Входить до складу району Передня Померанія-Грайфсвальд. Складова частина об'єднання громад Ам-Штеттінер-Гафф.
Площа — 63,20 км2. Населення становить 360 ос. (станом на 31 грудня 2020).

## Галерея

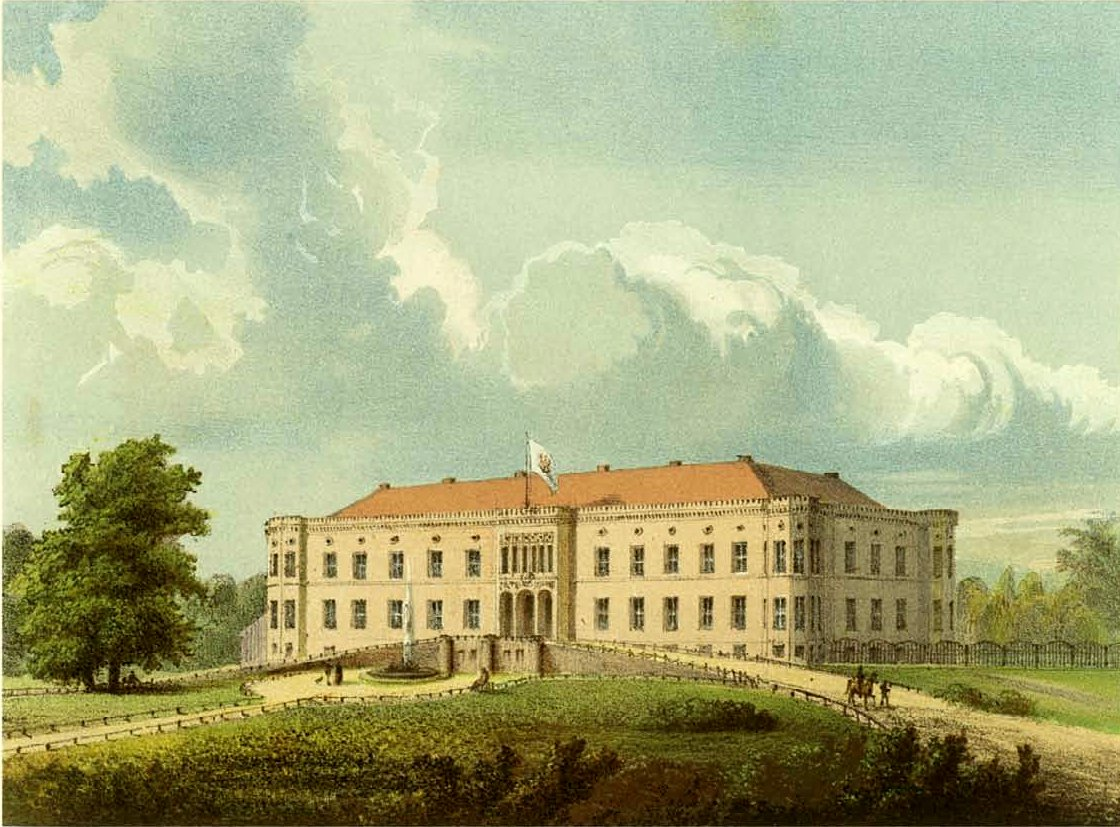
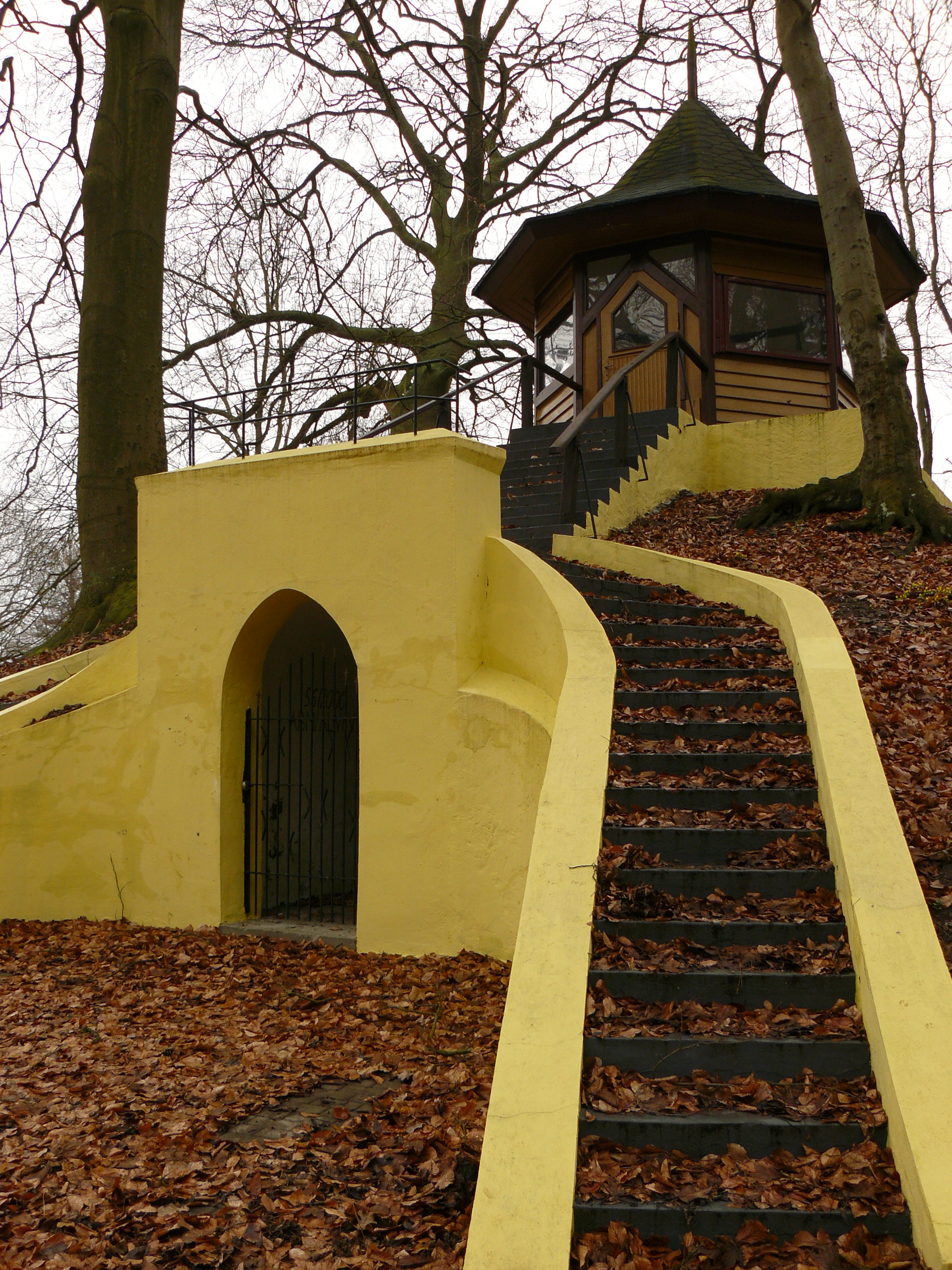